# Skirner

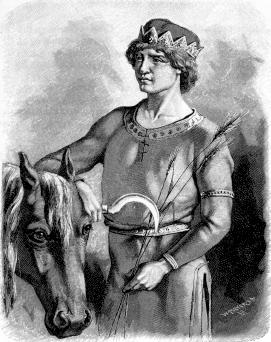
Skirner i Nils Fredrik Sanders utgåva av Eddan, 1893.

Skirner (”den strålande”) är i nordisk mytologi guden Frejs tjänare. 
Oden sände Skirner till svartalferna och fick dem att tillverka kedjan Gleipner, med vilken Fenrisulven fjättrades. När Frej förälskat sig i jättinnan Gerd sände han Skirner att fria till henne för sin räkning. Skirner fick ta med Odens svärd som skydd under resan. 